# Гусятник малий
Гусятник малий (Eragrostis minor) — вид рослин родини тонконогові (Poaceae), поширений у Європі й помірній та тропічній Азії.

## Опис
Однорічна трав'яниста рослина (6)10–50(60) см завдовжки. Лігула облямована волосками. Піхви з рідко розташованими відстовбурченими довгими волосками. Листові пластини 3-12 см × 1-5 мм; поля залозисті або незалозисті. Волоть до 15(20) см завдовжки. Колоски ланцетно-лінійні, до 10 мм завдовжки, переважно темно-фіолетові. Нижня квіткова луска на верхівці тупа. Ніжки бічних колосків 0.6–4 мм довжиною. Пиляків 3; 0.3 мм завдовжки. Зернівки довгасті, 0.7-0.8 мм завдовжки темно-коричневі.

## Поширення
Поширений у Європі, Африці й помірній та тропічній Азії; натуралізований у деяких інших країнах світу.
В Україні зростає на городах, полях, покладах, біля доріг, переважно на піщанистих ґрунтах — в Степу, Лісостепу і гірському Криму, часто; в Лівобережному Поліссі й зах. ч. Карпат, дуже рідко. Бур'ян.

## Галерея

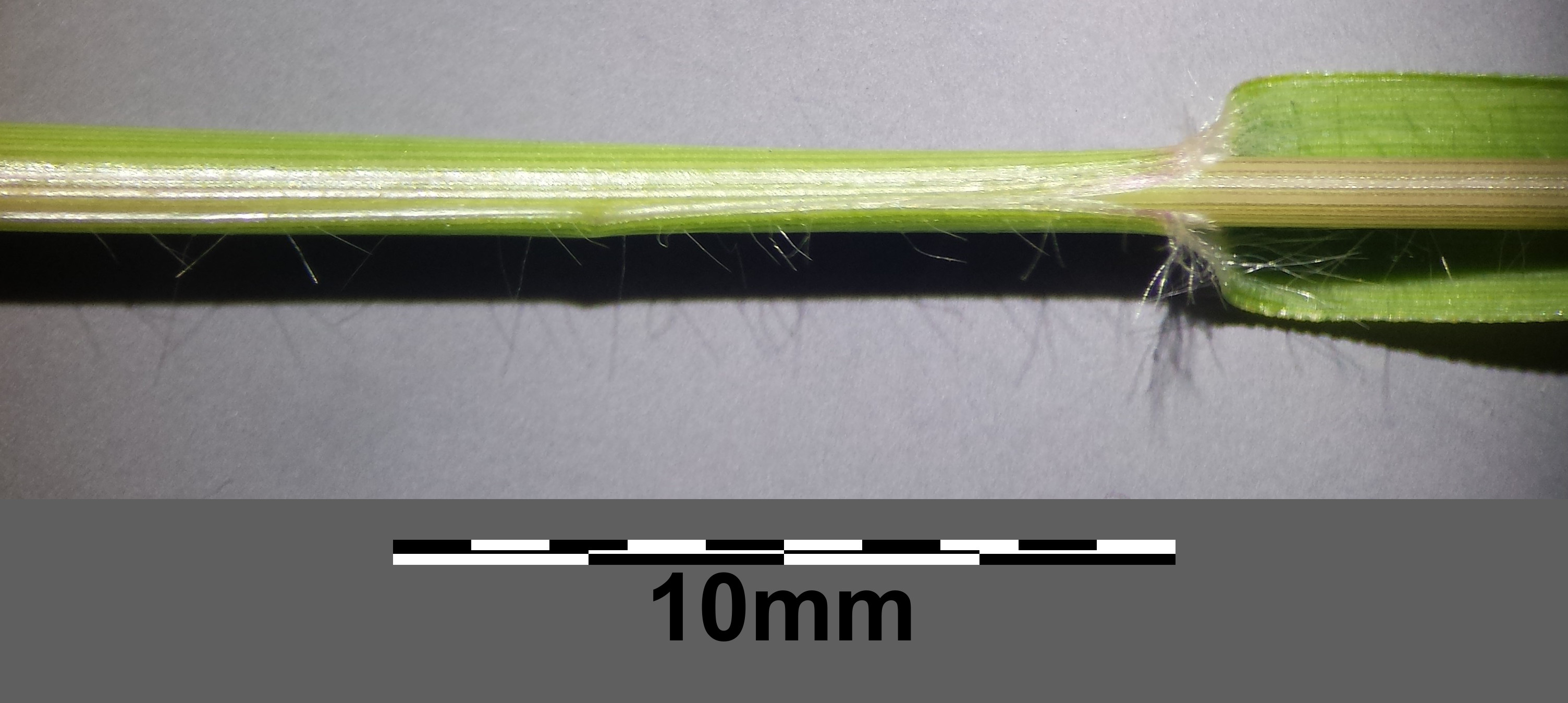
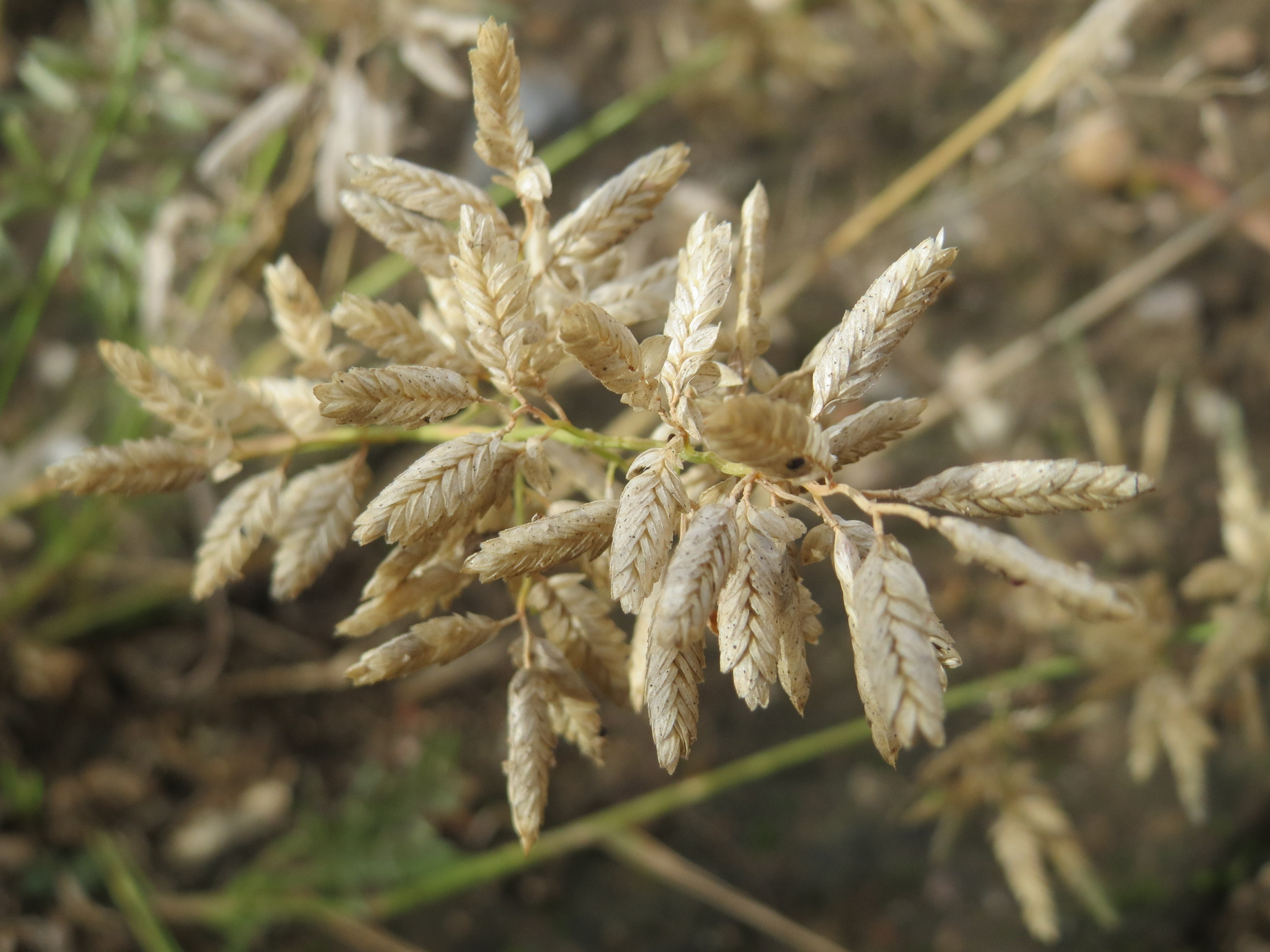
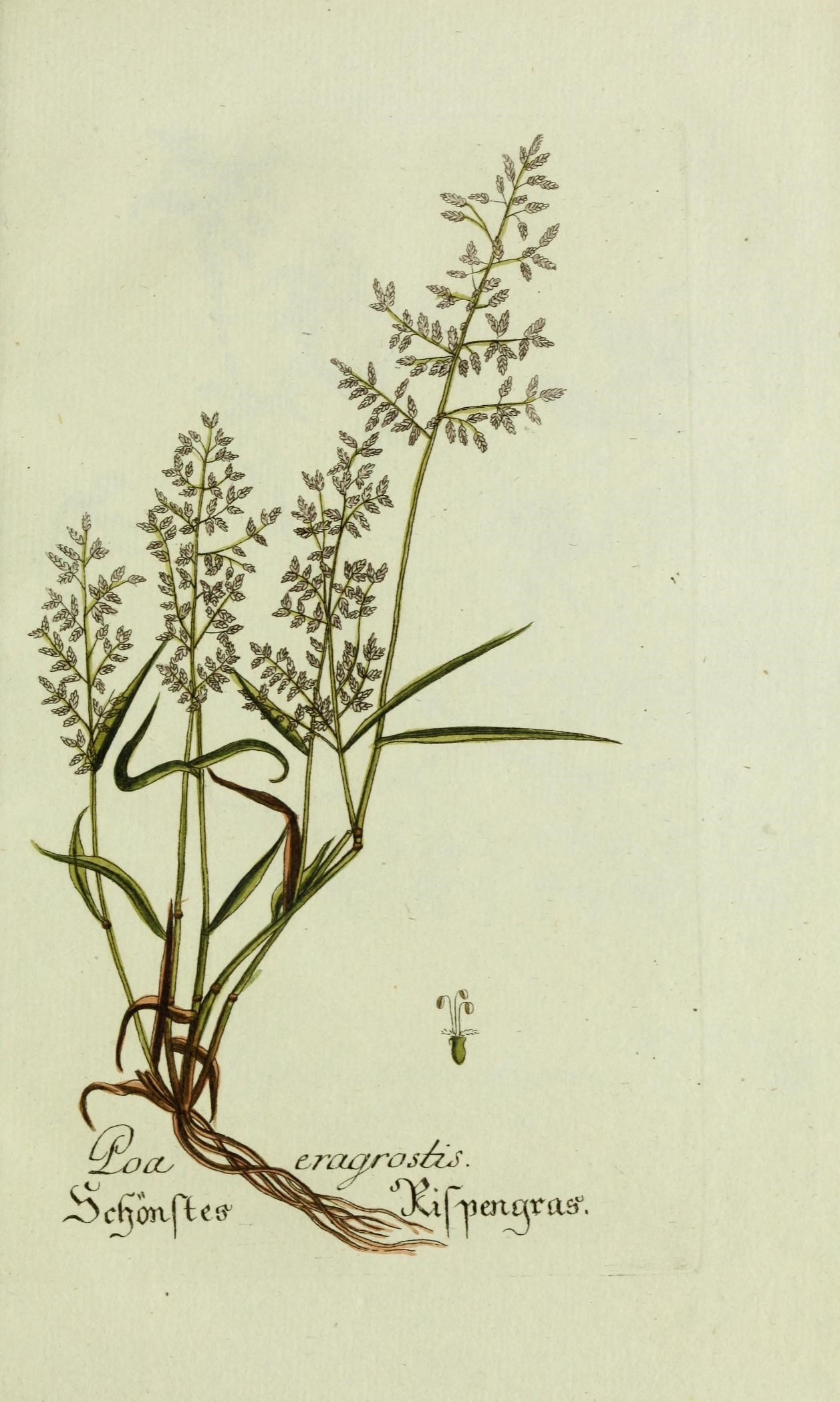